# ExCeL London Circuit
Het ExCeL London Circuit is een stratencircuit in Londen, Verenigd Koninkrijk. Op 24 juli 2021 was het circuit voor het eerst gastheer van een Formule E-race, de ePrix van Londen. De races die tijdens dit weekend werden gehouden, werden gewonnen door Jake Dennis en Alex Lynn.

## Geschiedenis
In 2020 zou de ePrix van Londen na een afwezigheid van vier jaar terugkeren op de Formule E-kalender. Het vorige circuit in Londen, het Battersea Park Street Circuit, is niet meer in gebruik vanwege klachten van omwonenden. De editie van 2020 werd afgelast vanwege de coronapandemie, aangezien de locatie werd gebruikt als tijdelijk ziekenhuis. In 2021 keerde de race alsnog terug in het kampioenschap.

## Ligging
Het circuit is 2,400 kilometer lang en heeft 22 bochten. Het circuit ligt in en om het London ExCeL International Exhibition Centre, dat ligt aan de rivier Theems in het gebied Docklands in Londen. Het is het eerste circuit in de Formule E-geschiedenis dat deels binnen ligt. De eerste verdieping van het gebouw dient als de pitstraat en het gedeelte waar de start/finishlijn ligt.